# Courcemont
Courcemont is een gemeente in het Franse departement Sarthe (regio Pays de la Loire) en telt 574 inwoners (1999). De plaats maakt deel uit van het arrondissement Le Mans.

## Geografie
De oppervlakte van Courcemont bedraagt 19,2 km², de bevolkingsdichtheid is 29,9 inwoners per km².
De onderstaande kaart toont de ligging van Courcemont met de belangrijkste infrastructuur en aangrenzende gemeenten.

## Demografie
Onderstaande figuur toont het verloop van het inwonertal (bron: INSEE-tellingen).

## Foto's

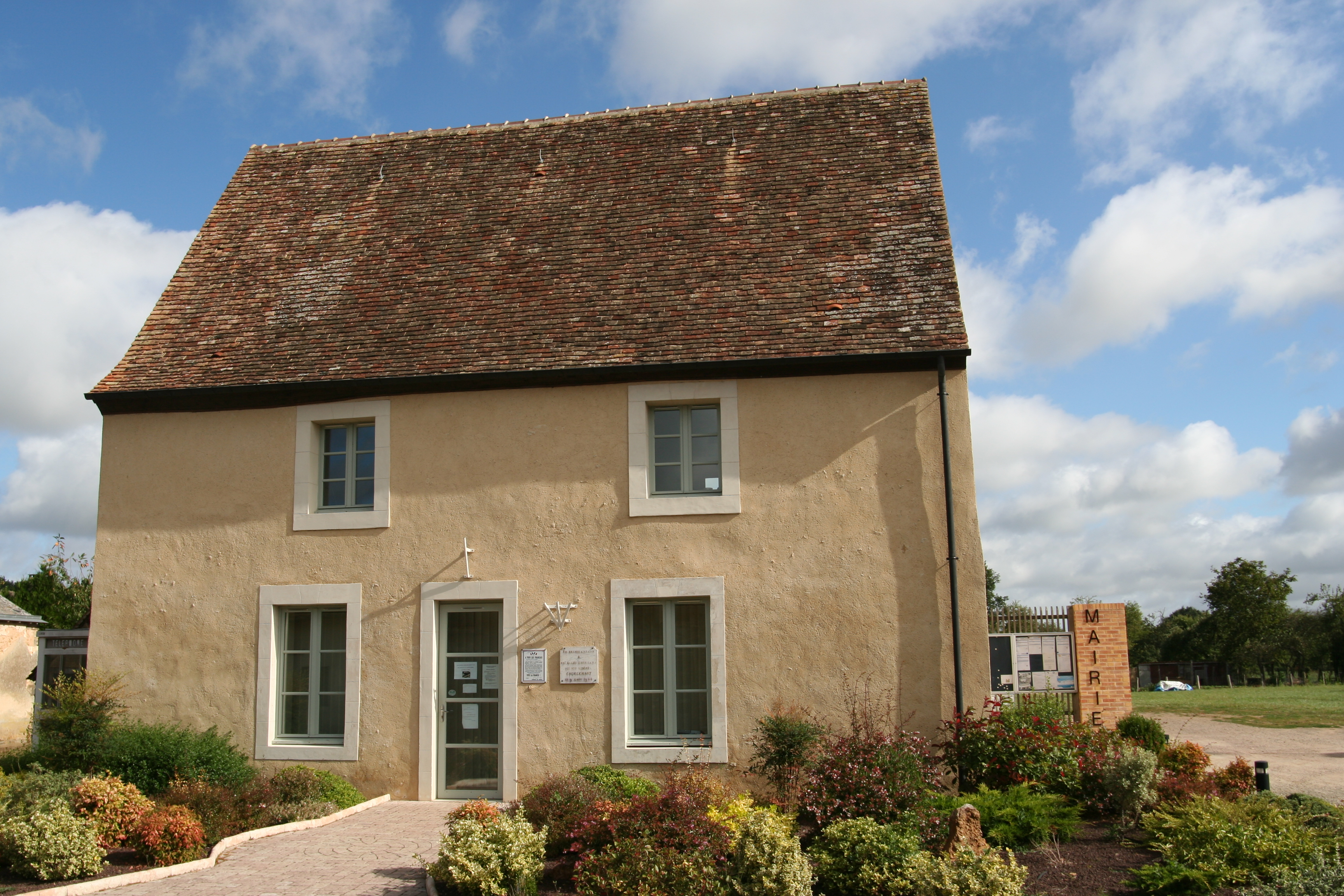
Gemeentehuis
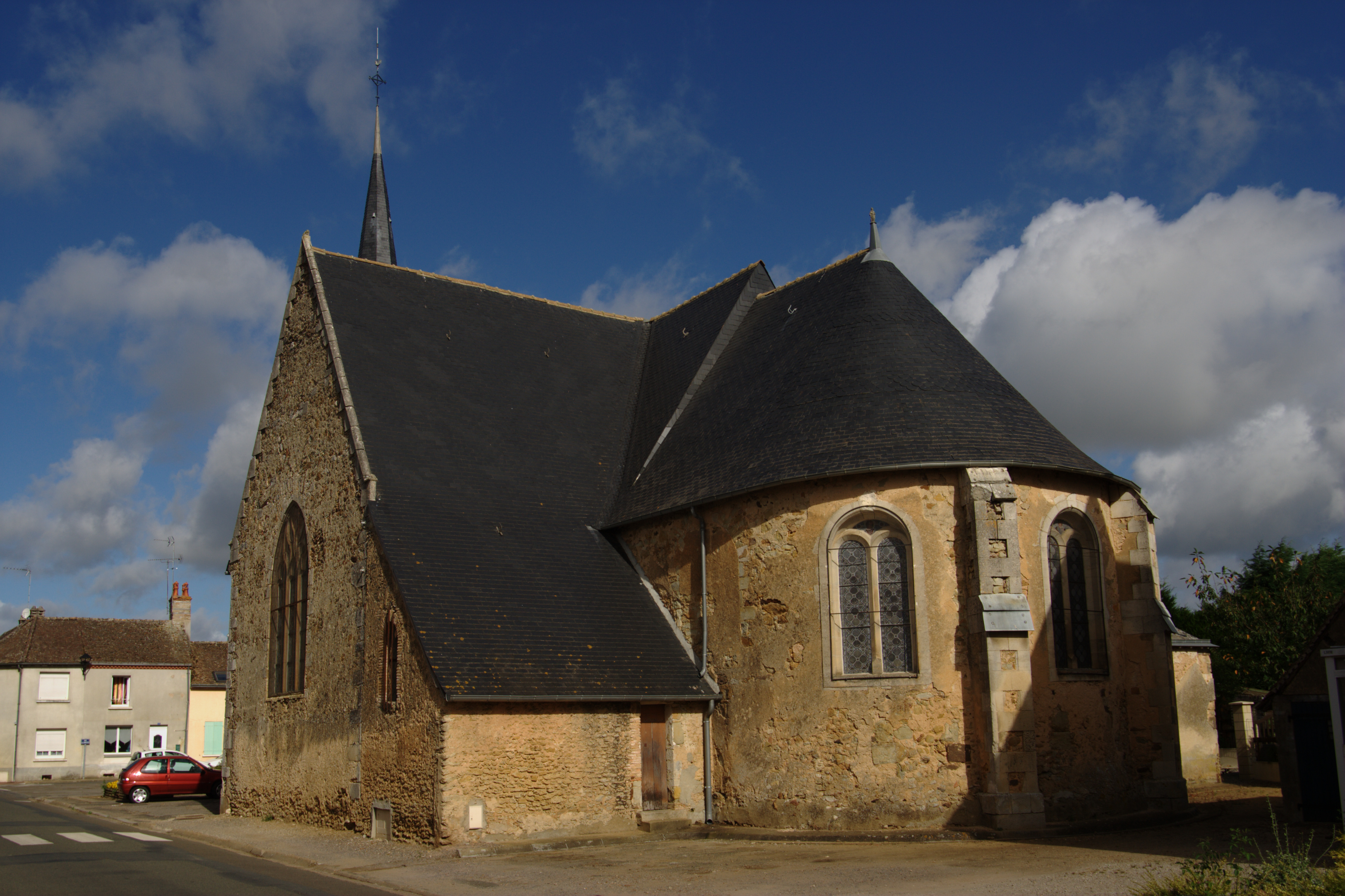
Kerk
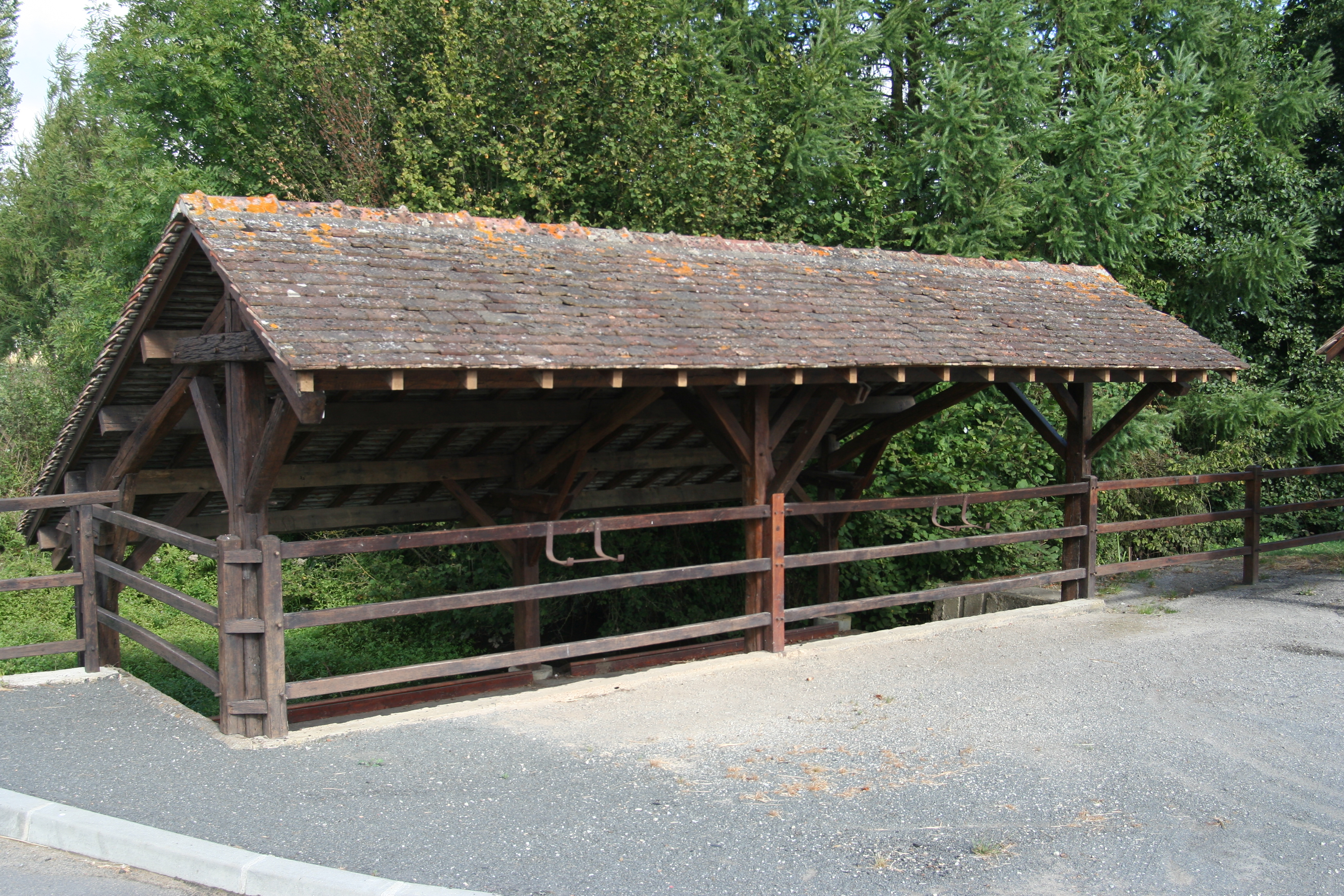
Wasserij